# Луи-Александр де Бурбон, граф Тулузский
Луи-Александр де Бурбон, граф Тулузский (фр. Louis Alexandre de Bourbon, comte de Toulouse; 6 июня 1678[…], Версаль — 1 декабря 1737[…], Рамбуйе, метрополия Франции) — третий узаконенный сын короля Франции Людовика XIV и маркизы де Монтеспан, его официальной фаворитки с 1668 по 1680 годы. Носил титулы графа Тулузского (с 1681 года), герцога Пентьевра (с 1697 года) и герцога Рамбуйе (с 1711 года).

## Биография

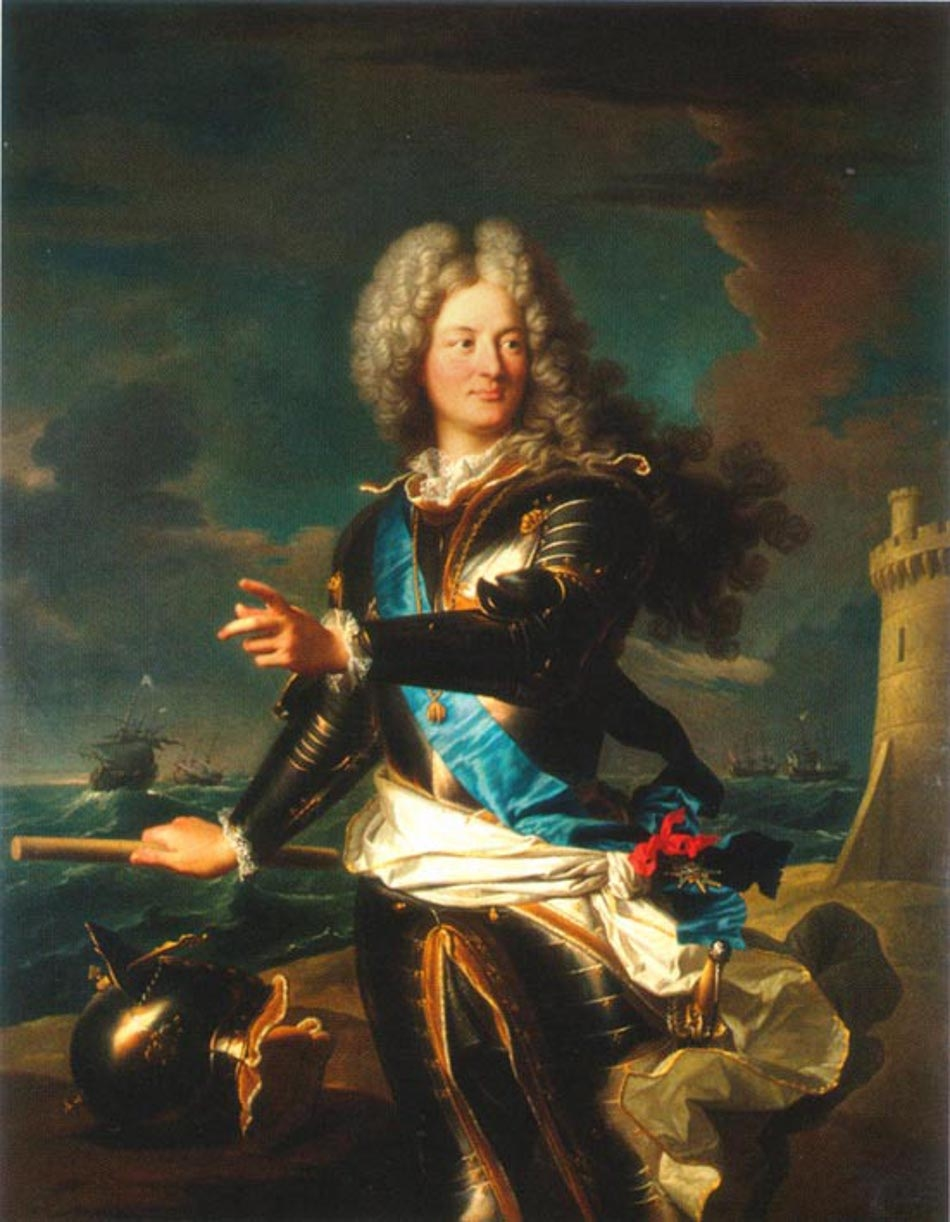
Луи-Александр де Бурбон

### Военная карьера
В возрасте 5 лет мальчик получил звание адмирала Франции.
В 1693 году под его началом были объединены  адмиралтейство Франции и независимое до того адмиралтейство Бретани. В 1696 году был удостоен звания маршала Франции и впоследствии стал одним из командующих королевской армией. Принимал весьма деятельное участие в Войне за испанское наследство.
В 1704 году командовал французским флотом в сражении при Малаге.
В 1706 году участвовал во Второй осаде Барселоны.
После смерти Людовика XIV в период Полисинодии являлся главой морского ведомства Франции — Совета морского флота (фр. Conseil de la Marine).

### Семья
В 1723 году граф Тулузский женился на Марии-Виктории де Ноай (1688—1766), которая родила ему единственного сына Луи Жана Мари де Бурбона (1725—1793), герцога де Пентьевр, де Рамбуйе, д`Омаль и др.
У графа Тулузского было также два внебрачных сына: Луи-Александр де Сен-Фуа (фр. de Sainte-Foy; 1720 — умер молодым) и Филипп-Огюст де Сен-Фуа (1721—1795; более известный как «шевалье д`Арк», фр. le Chevalier d'Arcq). Матерью обоих была Мадлен Омон (фр. Madeleine Aumont).
Умер граф в 1737 году в своем имении Рамбуйе.
При дворе графа состоял композитор и скрипач виртуоз Джованни Антонио Пьяни. Луи-Александру де Бурбону он посвятил Ор. 1 своих сочинений из 12 сонат для скрипки и basso continuo.